# Stephen Coulter
Pour les articles homonymes, voir Coulter et Mayo.
Stephen Coulter, né le 21 août 1914 en Angleterre et mort le 16 juillet 1986, est un journaliste et un écrivain britannique, auteur de roman d'espionnage, de roman d'aventures et de roman policier. Il est également connu sous le nom de plume de James Mayo. 

## Biographie
Il fait ses études en Angleterre et en France et est parfaitement bilingue.
Dès 1937, il travaille comme correspondant parlementaire pour l'agence de presse Reuters. Pendant la Seconde Guerre mondiale, il est affecté à la Naval Intelligence, une division du service des renseignements de la Royal Navy. Il y fait la connaissance de l'écrivain Ian Fleming avec qui il se lie d'amitié. Après le conflit, entre 1945 et 1965, il est correspondant à Paris pour les Kemsley Newspapers et rédige à l'occasion des articles pour The Sunday Times.
Il débute en 1952 une carrière d'écrivain. Il publie d'abord, sous son patronyme, des récits biographiques romancés sur Guy de Maupassant et sur Dostoïevski, avant de se lancer dans des romans d'aventures, pimentés d'intrigues policières, notamment Coup dur sur Argo-1 (Offshore!, 1965), dont l'action, qui se déroule sur une gigantesque plate-forme pétrolière en Mer du Nord, donne, selon le critique Anthony Boucher, « un remarquable thriller ».
Sous le pseudonyme de James Mayo, il signe surtout plusieurs romans d'espionnage, dont une série consacrée aux missions de Charles Hood, officiellement un riche et très snob collectionneur d'art, mais qui s'avère dans les faits un redoutable espion de la Couronne britannique. Cet émule du James Bond de Fleming connaît des aventures rocambolesques où la part de réalisme, bien mince, est assaisonnée de jolies filles, de sexe et d'une violence qui confine souvent au sadisme.
En France, plusieurs de ces récits sont traduits dans la collection Un mystère au cours des années 1960 et 1970.

## Œuvre

### Romans

#### Sous le nom de Stephen Coulter
- The Loved Enemy (1952)
- Damned Shall be Desire: The Passionate Life of Guy De Maupassant ou Damned Shall be Desire: The Loves of Guy De Maupassant (1958) Publié en français sous le titre La Vie passionnée de Guy de Maupassant, traduction de Jean-Jacques Villard, Paris, Serghes-L'Inter, 1959.
- The Devil Inside: A Novel of Dostoevsky's Life (1960)
- Threshold (1964) Publié en français sous le titre Au seuil de l'enfer, traduction de René Jouan, Paris, Presses de la Cité, 1964.
- Offshore! (1965) Publié en français sous le titre Coup dur sur Argo-1, traduction de René Jouan, Paris, Presses de la Cité, 1964 ; réédition, Paris, Presses Pocket no 626, 1968.
- A Stranger Called the Blues ou Players in a Dark Game (1968) Publié en français sous le titre La Frontière perdue, traduction de Simonne Huinh, Paris, Presses de la Cité, coll. « Un mystère » 3e série no 16, 1969 ; réédition, Paris, Presses de la Cité, coll. « Punch » no 101, 1977.
- Embassy (1969)
- An Account to Render (1970)
- The Soyuz Affair (1977)
- Blood-Tie (1988)

#### Sous le pseudonyme de James Mayo

##### Série d'espionnageCharles Hood
- Hammerhead (1964) Publié en français sous le titre Les requins volent bas, traduction de France-Marie Watkins, Paris, Presses de la Cité, coll. « Un mystère » no 734, 1965.
- Let Sleeping Girls Lie (1965) Publié en français sous le titre Laissez dormir les filles, traduction de Françoise Kemmel, Paris, Presses de la Cité, coll. « Un mystère » no 741, 1965.
- Shamelady (1966) Publié en français sous le titre Et gardez la monnaie, traduction de France-Marie Watkins, Paris, Presses de la Cité, coll. « Un mystère » 2e série no 31, 1967.
- Once in a Lifetime ou Sergeant Death (1968) Publié en français sous le titre Une bombe dans une tombe, traduction de Simonne Huinh, Paris, Presses de la Cité, coll. « Un mystère » 2e série no 94, 1968.
- The Man Above Suspicion (1969)
- Asking for It (1971) Publié en français sous le titre Tu l'as cherché, traduction de Mélissa et Jean-Patrick Manchette, Paris, Presses de la Cité, coll. « Un mystère » 3e série no 134, 1971 ; réédition, Paris, Presses de la Cité, coll. « Punch » no 123, 1977.

##### Autres romans
- The Quickness of The Hand (1952)
- Rebound (1961)
- A Season of Nerves (1962)

### Autres publications
- The Chateau (1974)

## Filmographie

### Adaptations au cinéma
- 1967 : Les requins volent bas (Hammerhead), film britannique réalisé par David Miller, d'après le roman éponyme, avec Vince Edwards, Judy Geeson et Diana Dors
- 1972 : Baraka à Beyrouth (Embassy), film britannique réalisé par Gordon Hessler, d'après le roman éponyme, avec Richard Roundtree, Max von Sydow, Chuck Connors et Marie-Josée Nat

## Source
- (en) John M. Reilly (Ed.), Twentieth-Century Crime and Mystery Writers, New York, St. Martin's Press, coll. « Twentieth-Century Writers of the English language », 1982 (réimpr. 1991), 2e éd., 1568 p. (ISBN 978-0-312-82417-4, OCLC 6688156), p. 199-200.